# Cyrtobill darwini
Cyrtobill darwini Framenau & Scharff, 2009 è un ragno appartenente alla famiglia Araneidae.
È l'unica specie nota del genere Cyrtobill.

## Etimologia
Il nome del genere è composto, per la prima parte, dal prefisso Cyrto-, che richiama le affinità e l'appartenenza alla sottofamiglia Cyrtophorinae; la seconda parte del nome è in onore dell'aracnologo ed entomologo australiano Bill Humphreys che ha studiato il comportamento termoregolatore di questo ragno.

## Distribuzione
La specie è stata rinvenuta in Australia: 60 chilometri ad est di Derby, in Australia occidentale ed in altre località del Nuovo Galles del Sud, del Territorio del Nord e del Queensland.

## Tassonomia
Dal 2009 non sono stati esaminati altri esemplari, né sono state descritte sottospecie al 2014.